# Mnium laevinerve
Mnium laevinerve är en bladmossart som beskrevs av Jules Cardot 1909. Mnium laevinerve ingår i släktet stjärnmossor, och familjen Mniaceae. Inga underarter finns listade i Catalogue of Life.